# 1193 Африка
1193 Африка (енгл. 1193 Africa) је астероид главног астероидног појаса са средњом удаљеношћу од Сунца која износи 2,649 астрономских јединица (АЈ).
Апсолутна магнитуда астероида је 12,2 а геометријски албедо 0,057.